# هان ويليام كابس
هان ويليام كابس (بالإنجليزية: Hahn William Capps)‏ هو عالم حشرات أمريكي، ولد في 1903، وتوفي في 14 سبتمبر 1998.